# 백록담
백록담(白鹿潭)은 제주특별자치도 서귀포시 토평동, 한라산의 정상에 있는 화산호이다.

## 현지 안내문

### 문화재청
한라산 백록담(漢拏山 白鹿潭)은 남한에서 가장 높은 산정화구호로 침식에 거의 영향을 받지 않아 순상화산의 원지형이 잘 보존되어 학술 가치가 크고 빼어난 경관을 보여주는 화산지형이다.
한라산 백록담은 한겨울 쌓인 눈이 여름철까지 남아 있어 녹담만설(鹿潭晩雪)이라는 영주 12경 중의 하나로 자연경관적 가치가 매우 뛰어나다.
백록담(白鹿潭)의 명칭의 유래는 한라산 정상에 백록(흰사슴)이 많이 놀았다 하여 명명되었다고 하며, 백록담과 관련된 고문헌으로는 최익현(崔益鉉)의 면암선생문집(勉菴先生文集) 별도진(別刀鎭), 면암선생문집(勉菴先生文集) 한라산(漢拏山)유람기 등에서 나타난다.

## 면적
백록담의 면적은 해발 1.850m, 면적 300,000m2, 최장 1km, 깊이 6m이다.

## 사진

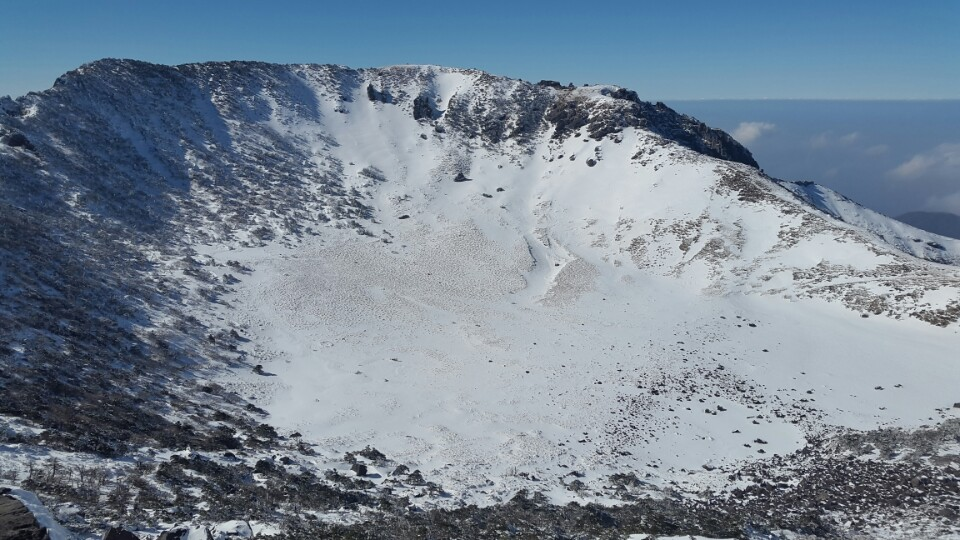
설경 (2018년)
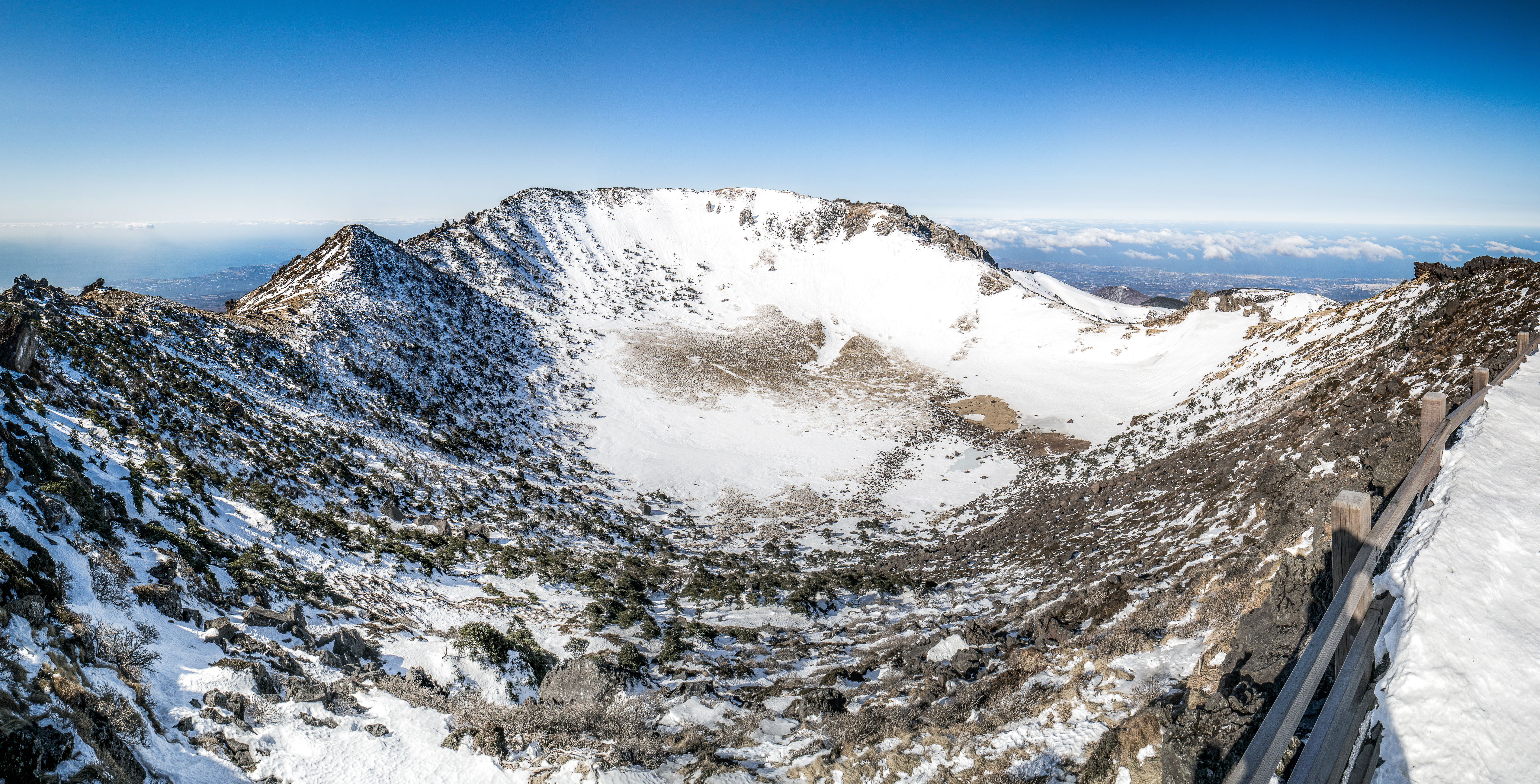
한라산 백록담의 설경

## 참고 문헌
- 이 문서에는 다음커뮤니케이션(현 카카오)에서 GFDL 또는 CC-SA 라이선스로 배포한 글로벌 세계대백과사전의 "《백록담》" 항목을 기초로 작성된 글이 포함되어 있습니다.

## 같이 보기
- 한라산
- 화산호